# CLAGS: The Center for LGBTQ Studies
CLAGS: The Center for LGBTQ Studies (anteriormente conhecido como Center for Lesbian and Gay Studies ou CLAGS) foi fundado em 1991 pelo professor Martin Duberman como o primeiro centro de pesquisa universitário nos Estados Unidos dedicado ao estudo de questões históricas, culturais e políticas de indivíduos e comunidades lésbicas, gays, bissexuais e transgêneros (LGBT).[carece de fontes?] Sediado no Centro de Pós-Graduação da CUNY, o CLAGS patrocina programas e conferências públicas, oferece bolsas de estudo para acadêmicos individuais e funciona como um canal de informações. Também serve como um centro nacional para a promoção de bolsas de estudo que promovam a mudança social.
O centro está localizado no Centro de Pós-Graduação da City University of New York, 365 Fifth Avenue, na cidade de Nova Iorque. Os ex-diretores executivos incluem Martin Duberman, Alissa Solomon, Jill Dolan, Paisley Currah, Sarah Chinn, James Wilson e Kevin Nadal. Nadal foi a primeira pessoa negra a ocupar o cargo de diretor executivo. O atual diretor executivo é Justin Brown.
CLAGS também oferece bolsas de estudo para membros da comunidade LGBTQ. Alguns prêmios incluem a bolsa Robert Giard para artes visuais (fotografia e videografia), o prêmio Sylvia Rivera para melhor artigo em Estudos Transgêneros, o Prêmio Kessler por contribuições vitalícias aos Estudos LGBTQ e o Prêmio José Esteban Muñoz para ativismo.

## Histórico
A CLAGS foi fundada por Martin Duberman, professor de História no Graduate Center, CUNY. Muitos fundadores do CLAGS afirmam que as conversas iniciais sobre um instituto de pesquisa sobre lésbicas e gays começaram na sala de estar de Duberman em 1985.

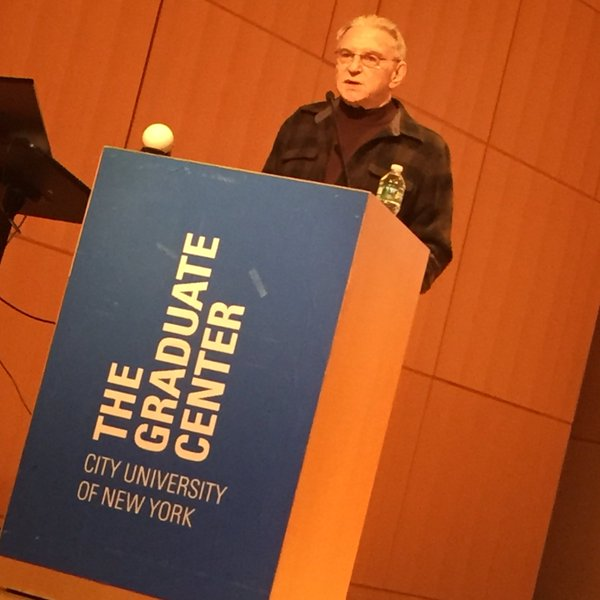
Martin Duberman, fundador do CLAGS, falando na Conferência do 25º aniversário do CLAGS em 4 de março de 2016

Em 1986, Duberman descreveu como houve um aumento na literatura e na pesquisa sobre lésbicas e gays. "O meu objectivo era tanto político como intelectual: senti que os académicos lésbicas e gays tinham muito a dizer ao mundo dominante sobre o género e a sexualidade e que as suas conclusões precisavam de ser amplamente divulgadas, sobretudo como forma de contestar a propaganda da direita sobre homossexualidade como degenerada e criminosa”. Duberman também descreveu a intencionalidade da paridade de género, na medida em que tentaram garantir que tanto as mulheres lésbicas como os homens gays fossem incluídos na liderança e nos membros do centro.
Em 2004, Jonathan Ned Katz fundou o OutHistory, um site dedicado a documentar e preservar a história LGBTQ. O financiamento foi recebido pela Arcus Foundation, o que permitiu ao CLAGS desenvolver e hospedar o site. Eventualmente, John D'Emilio redesenhou o local e o abrigou na Universidade de Illinois em Chicago.
Em 2014, o CLAGS foi renomeado como CLAGS: The Center for LGBTQ Studies, em um esforço para incluir todas as sexualidades e gêneros - além de apenas lésbicas e gays.[carece de fontes?]

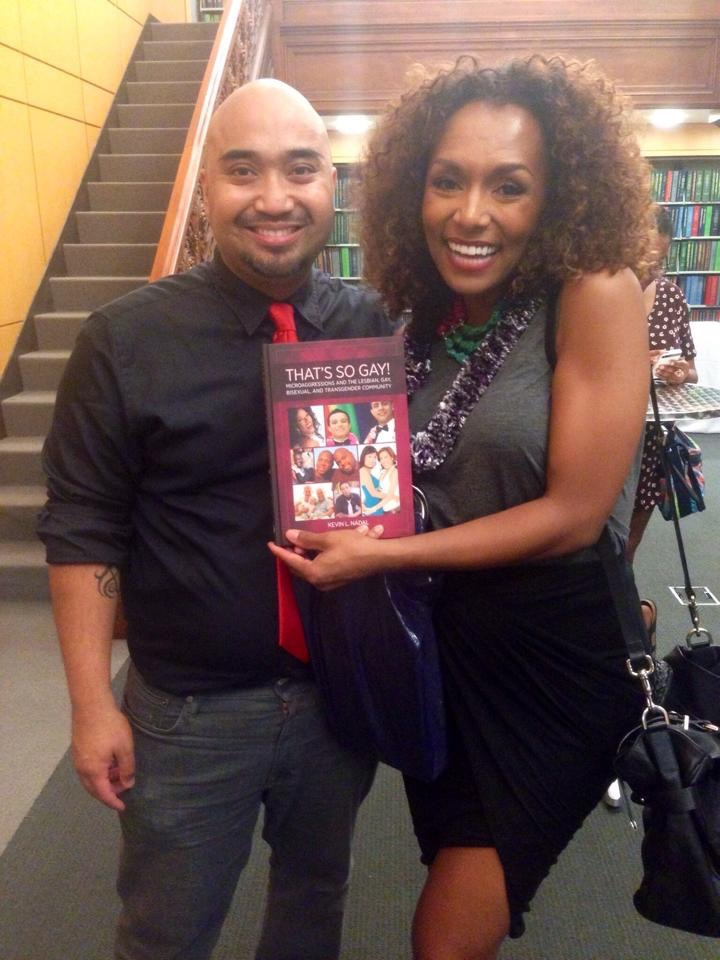
Kevin Nadal e Janet Mock no Prêmio Munoz CLAGS 2015

Nesse mesmo ano, CLAGS fundou a rede LGBTQ Scholars of Color, que visa conectar e promover pessoas LGBTQ negras na academia, no ensino e na pesquisa.
A primeira Conferência LGBTQ Scholars of Color reuniu 200 participantes no John Jay College of Criminal Justice.
Em 2016, o CLAGS celebrou seu 25º aniversário no CUNY Graduate Center com uma conferência que reuniu seus fundadores e ex-diretores executivos, bem como uma celebração no Centro Comunitário de Lésbicas, Gays, Bissexuais e Transgêneros da cidade de Nova Iorque. Women's Studies Quarterly destacou a história do CLAGS em sua edição sobre Queer Methods, apresentando reflexões do fundador Martin Duberman, da ex-Diretora Executiva Jill Dolan, e do então Diretor Executivo Kevin Nadal.

## Prêmio Kessler
O prêmio de maior prestígio do CLAGS é o Prêmio Kessler anual, concedido a um indivíduo que contribuiu significativamente para os estudos LGBTQ. Os vencedores anteriores do Prêmio Kessler incluem: Joan Nestle, Martin Duberman, Susan Stryker, Judith Butler, Jonathan Ned Katz, Cathy J. Cohen, Edmund White, Barbara Smith, Cheryl Clarke, Richard Fung, Sarah Schulman, Gayle Rubin, John D'Emilio, Urvashi Vaid, Monique Wittig, Samuel R. Delany, Eve Kosofsky Sedgwick, Cherríe Moraga, Isaac Julien, Adrienne Rich, Douglas Crimp e Carole Vance Em 2016, o vencedor do Kessler foi Dean Spade, cuja palestra foi intitulada "When We Win We Lose: Mainstreaming and the Redistribution of Respectability".

## Prêmio Munoz
José Esteban Muñoz foi professor de Estudos Culturais e Estudos Queer na Universidade de Nova Iorque. Ele também foi membro do conselho da CLAGS no início dos anos 2000. Quando Munoz morreu inesperadamente em 2013, o CLAGS criou o Prêmio Munoz em homenagem a um ativista LGBTQ que promoveu Estudos LGBTQ em seu próprio trabalho. O ganhador do prêmio mantém uma conversa pública com o diretor executivo do CLAGS sobre temas relacionados às comunidades LGBTQ.

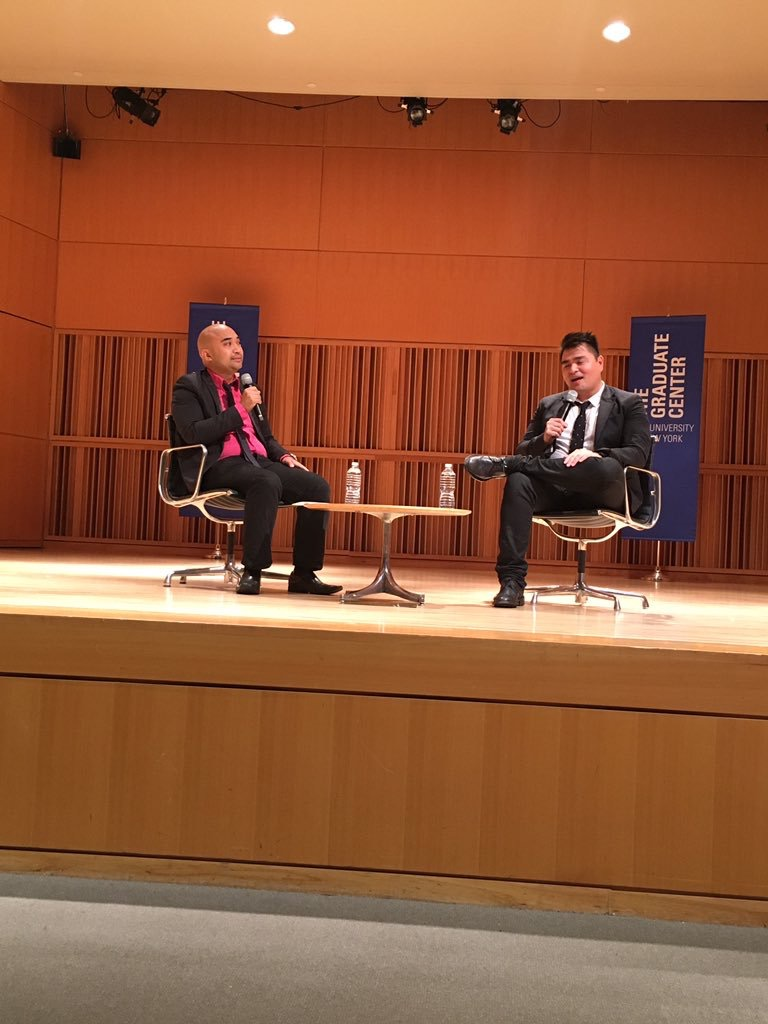
Prêmio CLAGS Munoz 2016 com conversa com Kevin Nadal e Jose Antonio Vargas

Em 2015, o CLAGS apresentou seu prêmio Munoz inaugural a Janet Mock. Nesta conversa, Mock discutiu seu novo livro Redefining Realness: My Path to Womanhood, Identity, Love & So Much More, o aumento de assassinatos de mulheres transexuais negras e identidades interseccionais.
Em 2016, o prêmio foi entregue a José Antonio Vargas. O evento ocorreu apenas nove dias após o tiroteio de Orlando na boate Pulse. Além da tragédia, Nadal e Vargas discutiram questões relacionadas à imigração, raça e justiça social.
Os vencedores do Prêmio Munoz de 2017 foram Wilson Cruz, Frenchie Davis e Nathan Lee Graham.

## Conferências
O CLAGS hospeda pelo menos uma conferência por ano, focando em uma variedade de tópicos como "Lésbicas na década de 1970" até "História Gay Americana". Em 2015, o CLAGS sediou a primeira conferência Queers and Comics. Os palestrantes principais foram Alison Bechdel e Howard Cruse.

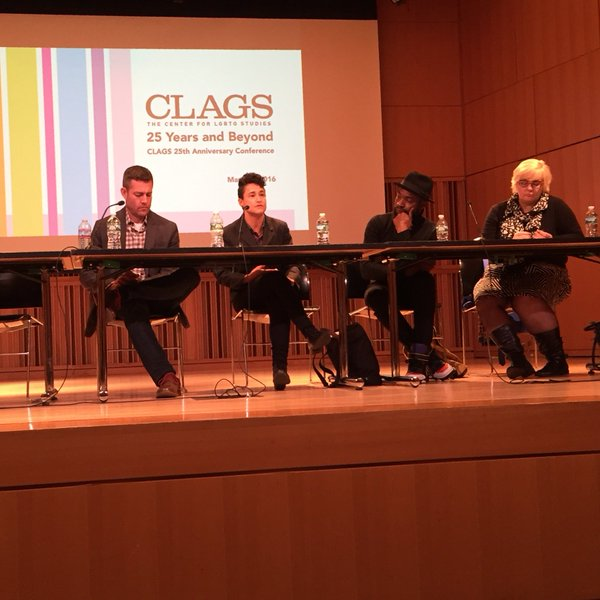
Painel na Conferência do 25º Aniversário do CLAGS, com Matt Brim, Yana Calou, Darnell L. Moore, e Jessie Daniels

Uma das primeiras conferências do CLAGS foi realizada em 1995. Foi intitulada "Lesbian and Gay History", e Susan Stryker discutiu sua experiência na conferência como um ponto de referência do clima da comunidade LGBT durante o início do movimento transgênero.
A primeira LGBTQ Scholars of Color National Conference foi em 2015. Os palestrantes principais da conferência inaugural incluem Geena Rocero, Tania Israel e David Malebranche. A conferência foi coordenada por Kevin Nadal e Debra Joy Perez.
Em 2016, o CLAGS sediou a conferência "After Marriage", uma reunião de centenas de pessoas para discutir o estado das comunidades LGBTQ após Obergefell v. Hodges, a decisão da Suprema Corte dos Estados Unidos de 2015 que legalizou o casamento entre pessoas do mesmo sexo nos Estados Unidos. Os palestrantes incluíram Steven Thrasher, Urvashi Vaid, Amber L. Hollibaugh e Jennicet Gutiérrez.

## Seminars in the City
A série “Seminars in the City” foi criada no final da década de 1990 como forma de oferecer Estudos Queer ao público em geral. Historicamente, esses seminários foram ministrados por professores afiliados ao CLAGS e foram inicialmente realizados na livraria A Different Light em Chelsea. Os tópicos incluíram "Vidas, teorias e histórias de lésbicas"; “Trabalho sexual queer na cidade”; e "Trazendo Queer para a sala de aula K-12".
- História LGBT